# レ・タン・タイ
レ・タン・タイ（黎進財、ベトナム語：Lê Tấn Tài / 黎進財、1984年1月4日 - ）はベトナム・カインホア省出身の元サッカー選手。現役時代のポジションはミッドフィールダー。元サッカーベトナム代表主将。

## 来歴
2002年、カトコ・カインホアFCのU-18に加入し、2003年にトップチームに昇格した。
2004年はカインホアFCの3部リーグ優勝、2005年は2部リーグ優勝に貢献し、U-23サッカーベトナム代表に選出された。レ・コン・ビンらと臨んだ東南アジア競技大会2005で銀メダルを獲得した。また、Vリーグ最優秀若手選手賞とブロンズボール賞を受賞した。
2006年、2年連続でブロンズボール賞を受賞した。
2008年、ベトナム代表に選出され、2008 AFFスズキカップ初優勝に貢献した。
2012年、シルバーボール賞を受賞した。
2014年、ベカメックス・ビンズオンFCに移籍し、Vリーグで優勝した。同年12月、2014 AFFスズキカップを最後に代表から引退することを発表した。ベトナム代表監督に三浦俊也が就任後は主将を任されていた。
2020年1月30日、ホンリン・ハティンFCに移籍。

## 所属クラブ
- カトコ・カインホアFC（ベトナム語版） 2003-2012
- ハイフォンFC 2012-13
- ベカメックス・ビンズオンFC 2014-2019
- ホンリン・ハティンFC 2020
- ハノイFC 2020-2021
- サンナ・カインホアFC 2022

## タイトル

### クラブ
ベカメックス・ビンズオンFC
- Vリーグ 優勝 (2回) : 2014, 2015
- ベトナム・カップ 優勝 (2回) : 2015, 2018
- メコンクラブチャンピオンシップ 優勝 (1回) : 2014

カトコ・カインホアFC
- Vリーグ2 優勝 (1回) : 2005
- Vリーグ・セカンドディビジョン 優勝 (1回) : 2004

ハノイFC
- ベトナム・カップ 優勝 (1回) : 2020

### 代表
U-23サッカーベトナム代表
- 東南アジア競技大会 準優勝 (1回) : 2005
- VFFカップ（英語版） 優勝 (1回) : 2005

サッカーベトナム代表
- 東南アジアサッカー選手権 優勝 (1回) : 2008
  - ベスト4 (3回) : 2007, 2010, 2014
- キングスカップ 準優勝 (1回) : 2006
- VFFカップ 準優勝 (2回) : 2006, 2008

### 個人
- ベトナム・シルバーボール賞 (1回) : 2012
- ベトナム・ブロンズボール賞 (2回) : 2005, 2006
- Vリーグ最優秀若手選手賞 (1回) : 2005